# Clarissa (romanzo)
Clarissa (Clarissa, or, the History of a Young Lady) è un romanzo epistolare di Samuel Richardson, pubblicato nel 1748, che racconta la tragica storia di un'eroina la cui ricerca della virtù è continuamente contrastata dalla famiglia. È uno dei romanzi più lunghi della lingua inglese.

## Trama
Clarissa Harlowe, la tragica eroina, è una giovane donna estremamente bella, la cui famiglia si è di recente arricchita ed è ora ansiosa di entrare a far parte dell'aristocrazia acquistando terre e titoli grazie a matrimoni vantaggiosi.
Dopo la morte del nonno, Clarissa eredita una cifra considerevole di denaro. La famiglia, accorgendosi che la donna potrebbe essere la via per entrare nella società aristocratica, la spinge a sposare, contro la sua volontà e il suo senso di virtù, Roger Solmes, un uomo ricco ma ignorante e poco raffinato.
Volendo disperatamente rimanere libera, viene presa in inganno da un giovane gentiluomo di sua conoscenza, Robert Lovelace, che la convince a scappare con lui. Joseph Lehman, il servo degli Harlowe, urla e fa rumore per far credere che la famiglia si sia svegliata e che abbiano scoperto che Clarissa e Lovelace stanno per fuggire. Spaventata per le possibili conseguenze, Clarissa segue Lovelace, e rimane sua prigioniera per diversi mesi. Viene custodita in diverse abitazioni, incluso un bordello in cui le donne si vestono da signore dell'alta società. Comunque, lei si rifiuta di sposarlo in diverse occasioni, con la speranza (insolita per le donne del suo tempo) di vivere in pace da sola. Infine riesce a scappare, ma viene scoperta da Lovelace e con l'inganno ritorna al bordello.
Lovelace, che intende sposare Clarissa per vendicarsi del trattamento ricevuto dalla famiglia Harlowe, vuole impossessarsi sia del corpo che della mente della giovane. È convinto che se lei non ha più la sua virtù, lei verrà costretta a sposarlo per altri motivi. Comunque, essendo viepiù colpito da Clarissa, trova difficile il continuare a credere che donne veramente virtuose non esistono.
La continua pressione in cui si trova, assieme con la crescente passione per Clarissa, lo spinge agli estremi e, avendola drogata, la violenta. Per questo, Clarissa deve accettare di sposare Lovelace. Si sospetta che Mrs Sinclair (la direttrice del bordello) e le altre prostitute aiutino Lovelace nel suo intento violento.

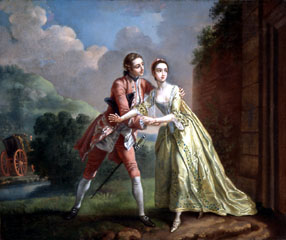
Robert Lovelace si prepara a rapire Clarissa Harlowe

Il piano di Lovelace fallisce e Clarissa è ancora più convinta a non sposare un individuo corrotto e vile come Lovelace. Infine, Clarissa riesce a scappare dal bordello, ma si ammala gravemente a causa dello stress psichico a cui è stata sottoposta per diversi mesi da parte di Lovelace.
Clarissa è accolta dai gentili ma poveri Smith, e durante la convalescenza trova un altro ammiratore, John Belford, un libertino e migliore amico di Lovelace. Belford è stupito dal modo in cui Clarissa vive il suo avvicinarsi alla morte e rimpiange le azioni di Lovelace. In una delle diverse lettere che spedisce a Lovelace, Belford scrive che se Clarissa dovesse chiedergli di tagliargli la gola, lui lo farebbe immediatamente.
Infine, circondata da stranieri e dal colonnello Morden, Clarissa muore con la piena consapevolezza della propria virtù, e confidando in una miglior vita dopo la morte.
Belford gestisce il testamento di Clarissa e si assicura che tutte le sue proprietà e i suoi soldi vadano alle persone che lei aveva nominato.
Lovelace sembra aver dimenticato, ma Belford gli manda il testamento di Clarissa. Lui è a pezzi quando lo legge e non riesce più a vivere. Il colonnello Morden è tornato in Italia e sa che c'è solo un modo per chiedere perdono dei suoi peccati. Lovelace sfida (ma non direttamente) Morden a duello e i due si incontrano in Italia. Nello scontro Lovelace viene ferito diverse volte, ma finge di essere illeso, e continua a avventarsi su Morden, ogni volta ricevendo una ferita mortale. Infine, Morden si accorge che l'altro è grave e potrebbe morire. Il duello termina, Morden se ne va e Lovelace è riportato nei suoi appartamenti. Il dottore è incapace di curarlo, e Lovelace muore il giorno dopo.
I famigliari di Clarissa si accorgono della tragedia che essi stessi hanno causato, ma è ormai troppo tardi e Clarissa è già morta. Il libro termina con un resoconto del destino degli altri personaggi.

## Adattamenti televisivi
La BBC ha adattato il romanzo come serie televisiva nel 1991, con la partecipazione di Sean Bean.

## Citazioni letterarie
Nel romanzo Povera gente dello scrittore russo  Fëdor Dostoevskij, viene citato il personaggio di Lovelace del romanzo di Richardson, parafrasando il comportamento libertino del protagonista Makar Devuskin, che scrive all'amata Varvara: "Mi vien detto di essere un Lovelace, un traditore, di occuparmi solo di conquiste! Ed ora non ho altro nome che questo!"
Nel Romanzo "Il barone rampante" di Italo Calvino, il brigante Gian dei Brughi inizia a leggere il romanzo Clarissa, la cui conclusione gli verrà letta da Cosimo da fuori la finestra della prigione.
Nel romanzo Espiazione di Ian McEwan, Cecilia, sorella maggiore della protagonista Briony, è immersa nella lettura della Clarissa, metaforicamente, come in "... una lenta traversata".
Nel racconto "Iettatura" di Théophile Gautier, il personaggio di Clarissa è citato nelle righe conclusive, a proposito della bara scelta dal commodoro sir Joshua Ward per sua nipote Alicia, protagonista del racconto; bara che, come afferma Gautier, era "del tutto uguale a quella di cui Miss Clarisse Harlowe raccomanda i particolari con grazia tanto toccante al «signor falegname»".

## Edizioni italiane
- Clarissa (3 voll.), traduzione di Masolino D'Amico, Collana I Classici Classici, Milano, Frassinelli, 1996.
- Clarissa, trad. riveduta di Masolino D'Amico, Torino, Nino Aragno, 2018.